# Tania Mathias

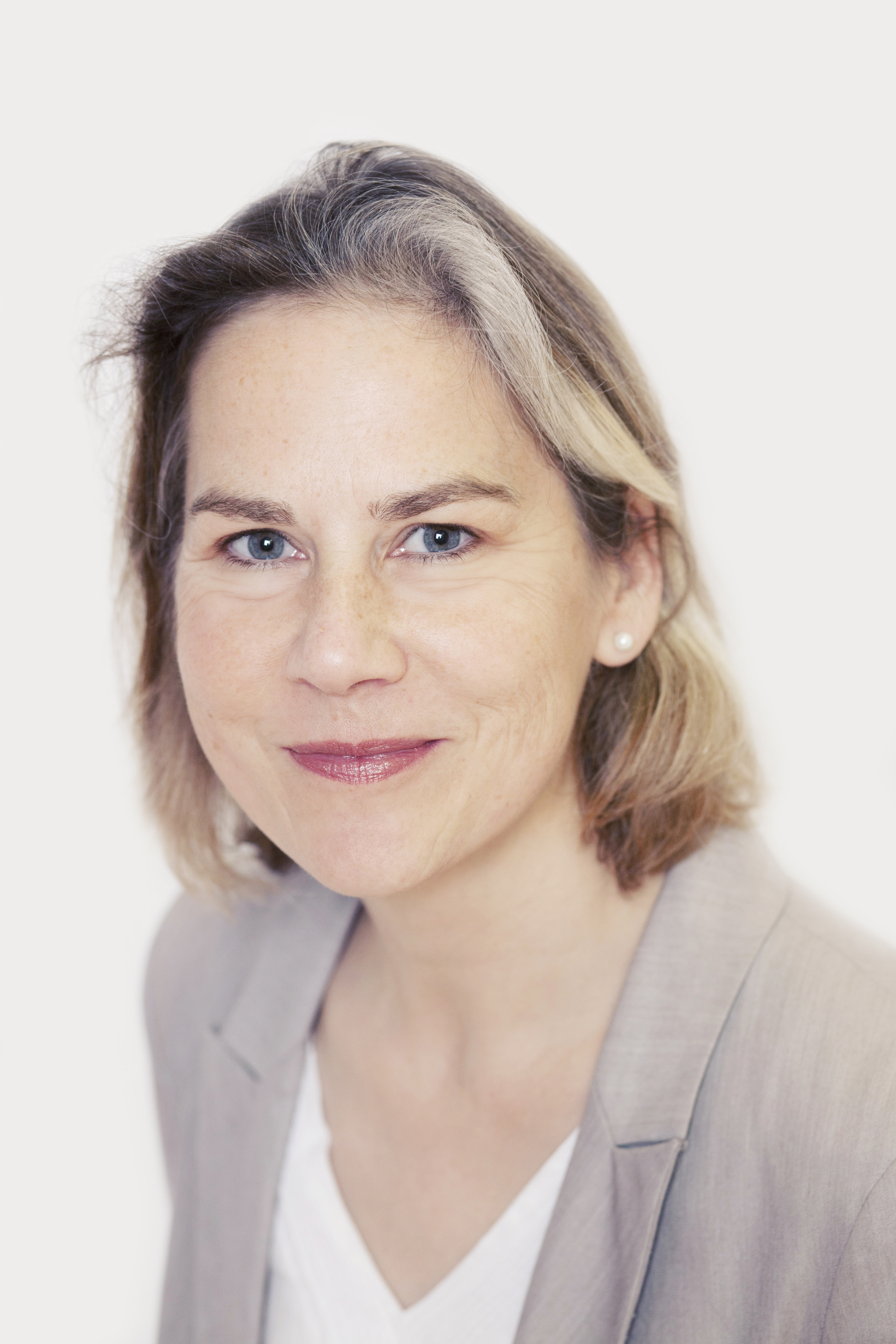
Mathias (2013)

Tania Wyn Mathias (geb. 21. Juni 1964 in Barnes, London) ist eine britische Politikerin der Conservative Party. Die gelernte Augenärztin zog im Mai 2015 für Twickenham ins House of Commons ein, verlor ihren Sitz 2017 aber wieder.

## Leben
Mathias wuchs in ihrem Geburtsort Barnes, London auf. Sie besuchte die St Paul’s Girls' School, eine private Mädchenschule in Hammersmith, London. Ihr Großvater, Fred Mathias, spielte Rugby und Cricket für Glamorgan und erhielt 1918 das Military Cross für seine Feindflüge über Belgien and Frankreich.
Mathias studierte am St Catherine’s College, Oxford, und Christ Church, Oxford, die sie 1988 mit Bachelors in Medizin und Chirurgie verließ.
Nach ihrer Ausbildung arbeitete Mathias Anfang der 1990er Jahre für das Hilfswerk der Vereinten Nationen für Palästina-Flüchtlinge im Nahen Osten im Gazastreifen. Sie behandelte auch Leprapatienten im Norden Bihars, Indien, und im Süden Chinas. Sie arbeitete auch für den National Health Service.

## Politische Karriere
2010 wurde Mathias als Ratsfrau für Hampton Wick im London Borough of Richmond upon Thames gewählt. 2014 wurde sie wiedergewählt, trat aber kurz nach ihrer Wahl zur Unterhausabgeordneten von diesem Amt zurück.
Bei den Unterhauswahlen 2015 wurde Mathias für Twickenham ins Parlament gewählt, sie schlug dabei Vince Cable von den Liberal Democrats, der zuvor 18 Jahre lang diesen Sitz gehalten hatte. Seit Juli 2015 war sie Mitglied in dessen Science and Technology Select Committee.
Bei den vorgezogenen Parlamentswahlen 2017 verlor Mathias ihren Sitz Twickenham wieder. Ihr Vorgänger Sir Vince Cable eroberte den Wahlkreis mit knapp 10 000 Stimmen Vorsprung zurück.

### Positionen
Mathias wendet sich gegen einen weiteren Ausbau des Flughafens London-Heathrow.
In der Europapolitik war Mathias gegen den Brexit vor dem Mitgliedschaftsreferendum 2016. Am 16. März 2017 war sie neben Alex Chalk eine von zwei Abgeordneten der Tories, die entgegen der Fraktionsdisziplin für die Beibehaltung der Rechte von derzeit im Vereinigten Königreich lebenden EU-Bürgern stimmte.

## Belege
1. 1 2 3 4  George Odling:  Meet Tania Mathias: Your new MP for Twickenham, Richmond and Twickenham Times, 15. Mai 2015. Abgerufen am 16. März 2017
2. ↑  MATHIAS, Tania Wyn. In: Who's Who 2017. Oxford University Press, November 2016, abgerufen am 20. Januar 2017.
3. ↑  Julian Robinson: Tory MP Tania Mathias will vote for airstrikes in Syria ‘for the refugees'. In: Dail Mail. 2. Dezember 2015, abgerufen am 16. März 2017.
4. ↑  Tania Mathias: About Tania Mathias. 15. März 2017, archiviert vom Original am 9. Juni 2017; abgerufen am 16. März 2017.  Info: Der Archivlink wurde automatisch eingesetzt und noch nicht geprüft. Bitte prüfe Original- und Archivlink gemäß Anleitung und entferne dann diesen Hinweis.
5. ↑  Local election results May 6 2010 – London Borough of Richmond upon Thames. Archiviert vom Original am 18. Januar 2017; abgerufen am 12. Januar 2017.  Info: Der Archivlink wurde automatisch eingesetzt und noch nicht geprüft. Bitte prüfe Original- und Archivlink gemäß Anleitung und entferne dann diesen Hinweis.
6. ↑  George Odling: Byelection for Hampton Wick after Tania Mathias stands down from Richmond Council. In: Richmond & Twickenham Times. 28. Mai 2015, abgerufen am 16. März 2017.
7. ↑  Mark Blunden: Vince Cable defeated: Lib Dem loses Twickenham seat he held for 18 years. In: London Evening Standard. 8. Mai 2015, abgerufen am 15. März 2017.
8. ↑  Dr Tania Mathias MP. In: parliament.uk. Houses of Parliament, abgerufen am 20. Januar 2017.
9. ↑  Election 2017: Lib Dem leader Tim Farron says May should go. BBC News, 9. Juni 2017, abgerufen am 2. Juli 2017 (englisch).
10. ↑  Mark Sands: The best reactions from MPs to the government's Heathrow verdict. 25. Oktober 2016.
11. ↑  Tom Goodenough:  Which Tory MPs back Brexit, who doesn’t and who is still on the fence? (Memento des Originals vom 22. Oktober 2016 im Internet Archive) In: The Spectator, 16. Februar 2016. Abgerufen am 16. März 2017  Info: Der Archivlink wurde automatisch eingesetzt und noch nicht geprüft. Bitte prüfe Original- und Archivlink gemäß Anleitung und entferne dann diesen Hinweis.
12. ↑  Ben Weich: Rebelling against Government: Twickenham MP Tania Mathias one of only two Tories to defy party whip in Brexit vote. In: Richmond & Twickenham Times. 15. März 2017, abgerufen am 16. März 2017.

| Personendaten    | Personendaten                              |
| ---------------- | ------------------------------------------ |
| NAME             | Mathias, Tania                             |
| ALTERNATIVNAMEN  | Mathias, Tania Wyn (vollständiger Name)    |
| KURZBESCHREIBUNG | britische Politikerin (Conservative Party) |
| GEBURTSDATUM     | 21. Juni 1964                              |
| GEBURTSORT       | Barnes, London                             |